# Volejbol'nyj klub Universitet-Technolog
Il Volejbol'nyj klub Universitet-Technolog fu una società pallavolistica femminile russa, con sede a Belgorod.

## Rosa 2009-2010
| N° | Nome                     | Ruolo | Data di nascita   | Nazionalità sportiva |
| -- | ------------------------ | ----- | ----------------- | -------------------- |
| -  | Evgenij Sivkov           | All   | -                 | Russia               |
| 1  | Irina Smirnova           | C     | 10 aprile 1990    | Russia               |
| 2  | Marianna Jazepčik        | P     | 22 aprile 1987    | Russia               |
| 3  | Ol'ga Chržanovskaja      | P     | 9 giugno 1980     | Russia               |
| 4  | Elena Ponomareva         | S     | 28 dicembre 1972  | Russia               |
| 5  | Tat'jana Ščukina         | C     | 7 agosto 1991     | Russia               |
| 7  | Ljoubov' Jagodina        | S     | 22 settembre 1977 | Ucraina              |
| 8  | Ekaterina Krivec         | C     | 14 novembre 1984  | Russia               |
| 9  | Ekaterina Orlova         | S     | 21 ottobre 1987   | Russia               |
| 10 | Aleksandra Belozerova    | L     | 19 novembre 1985  | Russia               |
| 11 | Ekaterina Stardubova     | L     | 19 ottobre 1984   | Russia               |
| 12 | Diana Nenova             | P     | 16 aprile 1985    | Bulgaria             |
| 15 | Natal'ja Rogačeva        | C     | 30 dicembre 1982  | Russia               |
| 16 | Anja Spasojević          | S     | 4 luglio 1983     | Serbia               |
| 17 | Natal'ja Kulikova        | S     | 12 maggio 1982    | Russia               |
| 18 | Aleksandra Solomatnikova | S     | 27 novembre 1990  | Russia               |

## Palmarès
- Coppa di Russia: 1

2008